# Friedrich Gretsch
Friedrich Gretsch (1856-1895) est le fondateur de l'entreprise de fabrication d'instruments de musique Gretsch, notamment réputée pour ses guitares et batteries.

## Biographie
Friedrich William Gretsch est né en Allemagne en 1856.
En 1873, partant de Mannheim, il émigre aux États-Unis.
Il a seize ans lorsqu'il arrive à New York, où il vit avec son oncle et ses cousins. Il travaille d'abord dans l'entreprise de négoce en vin de son frère aîné avant d'occuper un emploi chez Albert Houdlett and Sons, une entreprise de fabrication de percussions et de banjos installée à Brooklyn, et d'y faire son apprentissage pendant près de dix ans.
En 1883, suivant les encouragements de sa femme Rosa, mélomane et pianiste amateur, il décide de fonder son propre atelier de fabrication d'instruments de musique, qui va devenir The Fred Gretsch Manufacturing Company,.
En 1895, lors d'un voyage marquant son retour dans son pays natal, Gretsch contracte le choléra et meurt le 11 avril. C'est son fils aîné Fred Gretsch, Sr, aidé de sa mère, qui prend alors la tête de l'entreprise et la développera jusqu'à en faire l'une des plus réputées d'Amérique dans son domaine,. Les petites batteries Gretsch sont notamment prisées des batteurs de jazz et de musique populaire, ainsi que les guitares Gretsch, jouées par Chet Atkins notamment, et popularisées à compter des années 1960 par le membre des Beatles George Harrison.